# Zodion cinereum
Zodion cinereum är en tvåvingeart som först beskrevs av Fabricius 1794.  Zodion cinereum ingår i släktet Zodion och familjen stekelflugor. Enligt den finländska rödlistan är arten akut hotad i Finland. Arten är reproducerande i Sverige. Artens livsmiljö är torra gräsmarker. Inga underarter finns listade i Catalogue of Life.